# Methylon
Methylon (Explosion, Ease, Neocor), auch bekannt als MDMC (3,4-Methylendioxy-N-methylcathinon) (Szenename „Mina“), ist eine psychoaktive Substanz und gehört innerhalb der Gruppe der Amphetamine zu den Cathinon-Derivaten. Es ist das β-Keton-Analogon (βk-MDMA) des 3,4-Methylendioxy-N-methylamphetamins (MDMA), dem häufigsten Wirkstoff von Ecstasy-Tabletten. Allgemeine Bekanntheit erlangte Methylon durch den Gebrauch als sogenannte Designerdroge.

## „Explosion“

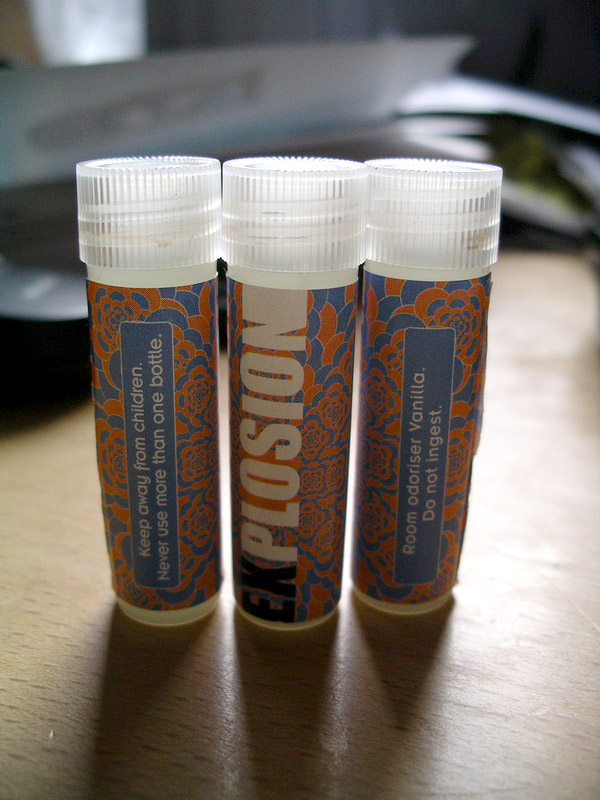
Explosion

Ende 2004 erlangte die neue Designerdroge „Explosion“ Bekanntheit in den Niederlanden. Methylon wird in flüssiger Form im Internet und in sogenannten „Smartshops“, die nicht vom Gesetz erfasste psychoaktive Substanzen bzw. Legal Highs anbieten, in den Niederlanden vertrieben. Das Produkt wird offiziell als Raumlufterfrischer deklariert und in Röhrchen zu je 250 mg Wirkstoff als Lösung verkauft. Die Kosten pro Röhrchen liegen zwischen 10 € und 15 €. Die Zusammensetzung von „Explosion“ wird nicht angegeben; das Etikett empfiehlt lediglich die Verwendung als Vanille-Raumlufterfrischer und warnt vor der Einnahme der Substanz. Wird sie trotz des Warnhinweises eingenommen, kann ein Rauschzustand erreicht werden. Chemische Analysen des Inhalts von „Explosion“ ergaben, dass der Hauptbestandteil der Flüssigkeit Methylon ist.

## Wirkungen
Die übliche Dosis für eine berauschende Wirkung liegt diversen Erfahrungsberichten zufolge bei oralem Konsum zwischen 100 mg und 250 mg; bei pernasalem Konsum ist die Dosis etwas geringer. Durch den Konsum beabsichtigte Wirkungen sind Euphorie, verstärktes Gefühl von Empathie und Verbundenheit, gesteigertes Mitteilungsbedürfnis, erhöhte Ausdauerfähigkeit, verringertes Schlafbedürfnis und veränderte visuelle, auditive, haptische Wahrnehmung und Zeitwahrnehmung. Mögliche Nebenwirkungen sind Hyponatriämie (Natriumspiegel zu niedrig im Blut), Erweiterung der Pupillen, Erschöpfung der Serotoninreserven, vermehrtes Schwitzen und infolgedessen Dehydration (Wassermangel), psychische Unruhe bis hin zu Rastlosigkeit und Paranoia, Verwirrtheit, Kieferzittern (sogenannter „Beißer“ oder „Kauer“), Erhöhung der Körpertemperatur und des Pulsschlags und Schlafstörungen. Nach dem Konsum können körperliche Erschöpfung, Lethargie, Apathie und Depression auftreten. Das Wirkungsspektrum ähnelt stark dem des chemisch verwandten MDMA, weshalb Methylon auch Bestandteil von Ecstasy-Tabletten sein kann. Da die Wirkungsmechanismen und die Toxizität noch kaum erforscht sind, beherbergt der Konsum von Methylon aufgrund der noch unbekannten Langzeitnebenwirkungen ein besonders hohes Risiko.

## Ähnlichkeit mit MDMA
Methylon ähnelt stark dem MDMA. Bei Ratten, die darauf konditioniert wurden, MDMA von Salzlösung zu unterscheiden, konnte MDMA durch Methylon substituiert werden. Bei dem gleichen Test ist Methylon kein geeignetes Substitutionsmittel für Amphetamin und das halluzinogene 2,5-Dimethoxy-4-methylamphetamin (DOM). Des Weiteren wirkt Methylon, genau wie MDMA auch, in den monoaminergen Systemen. Trotz der pharmakologischen Ähnlichkeit und der Ähnlichkeit der Wirkungsspektren beider Substanzen gibt es Unterschiede in der subjektiven Wirkung.

## Verwendung
Wegen der stimulierenden und empathogenen Wirkung des Methylon wird es als Rauschmittel konsumiert. Ferner wurden die Anwendungsmöglichkeiten von Methylon in der Paartherapie, als Antidepressivum und Beruhigungsmittel, in der Therapie der Posttraumatischen Belastungsstörung und in der Palliativmedizin untersucht.
Kontraindikationen von Methylon:
- Konsum anderer Psychostimulanzien wie Amphetamin, hohe Dosen Koffein, Kokain
- Einnahme von MAO-Hemmern (kann zu lebensbedrohlichem Serotonin-Syndrom führen)
- Konsum von Diuretika wie Alkohol, da starke Dehydration möglich
- Bluthochdruck und/oder Blutgerinnungsstörungen
- Allergische Reaktionen auf Amphetamine

## Metabolisierung
Die zwei wichtigen Stoffwechselwege bei Säugetieren sind die N-Demethylierung zu Methylendioxycathinon (MDC) und Demethylierung, auf die O-Methylierung der 3- oder 4-Hydroxygruppe zu 4-Hydroxy-3-methoxymethcathinon (HMMC) oder 3-Hydroxy-4-methoxymethcathinon (3-OH-4-MeO-MC) folgt. Applikation von 5 mg/kg Methylon an Ratten zeigte, dass innerhalb von 48 Stunden 26 % als HMMC und weniger als 3 % unverändert ausgeschieden werden.

## Etymologie
Die Bezeichnung Methylon ist auf Alexander Shulgin zurückzuführen. Sie ist insofern problematisch, als dass „Methylon“ bereits eine markenrechtlich geschützte injizierbare Form des Methylprednisolon bezeichnet, das bei Arthritis und schweren allergischen Reaktionen zur Anwendung kommt. Daneben existiert auch ein Phenolharz mit der Markenbezeichnung „Methylon“. Hieraus ergibt sich eine mögliche Verwechslung der Substanzen.

## Rechtslage
- Deutschland: Mit der „Sechsundzwanzigsten Verordnung zur Änderung betäubungsmittelrechtlicher Vorschriften“ vom 25. Mai 2012 wurde Methylon dem BtMG  in Anlage II als verkehrs-, aber nicht verschreibungsfähige Substanz unterstellt.[15]
- Dänemark: Methylon darf nur für medizinische oder wissenschaftliche Zwecke verwendet werden.[16] Seit Februar 2008 sind Import und Export nur mit Zulassung des Dänischen Gesundheitsministeriums zulässig.[17]
- Niederlande: Zwar ist Methylon gesetzlich noch nicht als Rauschgift klassifiziert, doch wird es als psychoaktives Medikament eingestuft. Da es als solches nicht registriert und zugelassen ist, ist der Handel illegal.
- USA: Methylon  wurde im Herbst 2011 per „emergency scheduling“ temporär in die „Schedule I“-Liste aufgenommen; Handel und Besitz sind somit strafbar.[18]
- Vereinigtes Königreich: Methylon ist seit dem 16. April 2010 mitsamt vieler weiterer Beta-Ketone in den Misuse of Drugs Act aufgenommen worden. Dadurch ist der Besitz und Handel illegal.
- Schweden: Methylon ist seit 2007 als Gesundheitsgefährdende Substanz eingestuft, woraus sich eine Einschränkung von Verkauf und Handel ergibt.
- Schweiz: Methylon wurde mit Inkrafttreten der revidierten Betäubungsmittelverordnung von Swissmedic[19] am 1. Dezember 2010 dem Betäubungsmittelgesetz unterstellt und ist seither illegal. Einfuhr, Besitz, Vertrieb etc. werden nach dem Betäubungsmittelgesetz[20] geahndet.